# 2019年波士顿马拉松赛
波士顿马拉松赛是波士顿体育运动协会举办的第123届马拉松竞赛。比赛开始于当地时间2019年4月15日，星期一（马萨诸塞州的爱国者日）  劳伦斯·切罗诺以2小时7分57秒的成绩赢得了男子组比赛，而洛克尼谢·德基法以2小时23分31秒的成绩赢得了女子组比赛。 丹尼尔·罗曼丘克以1小时21分钟36秒的成绩赢得男子组轮椅竞速比赛，曼薛定以1小时34分钟19秒的成绩赢得女子组轮椅竞速比赛。

## 赛程

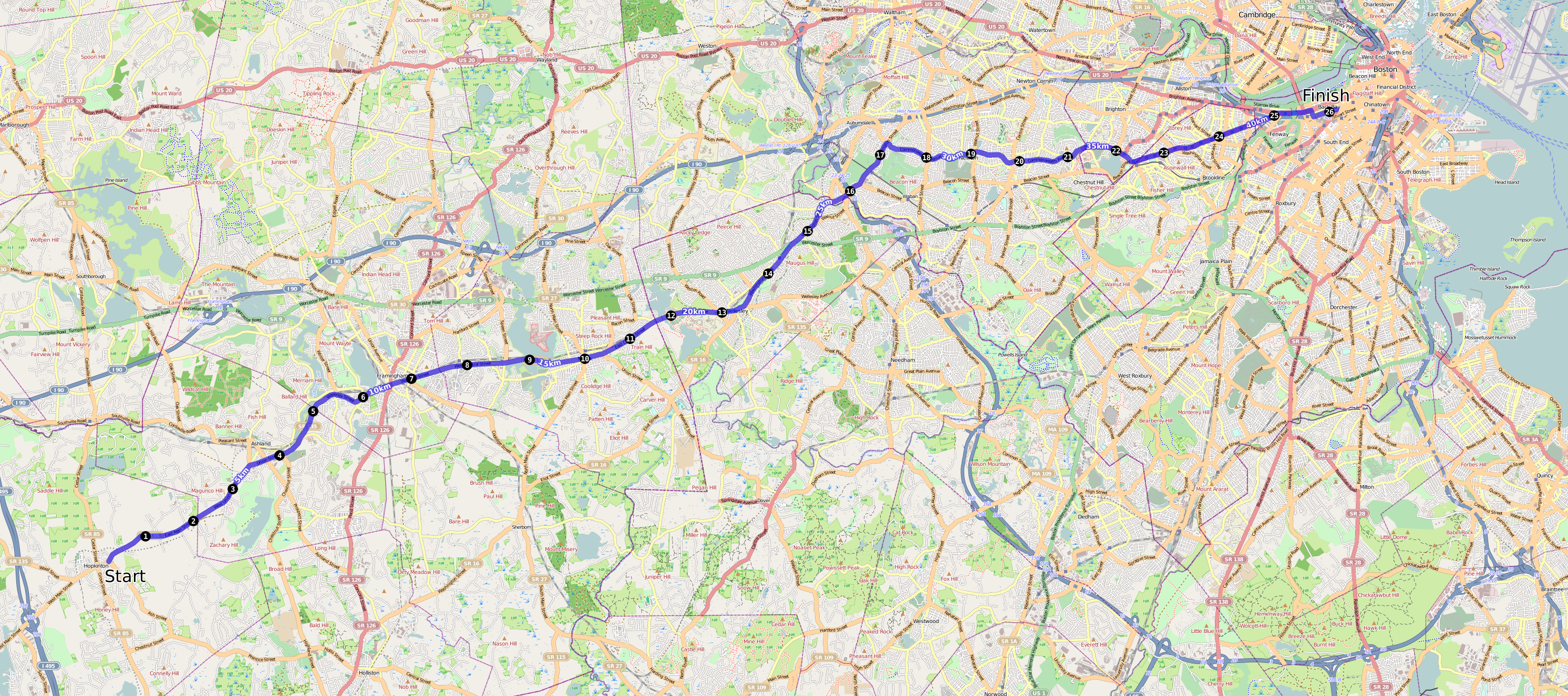
比赛路线图，霍普金顿(左)到波士顿市区

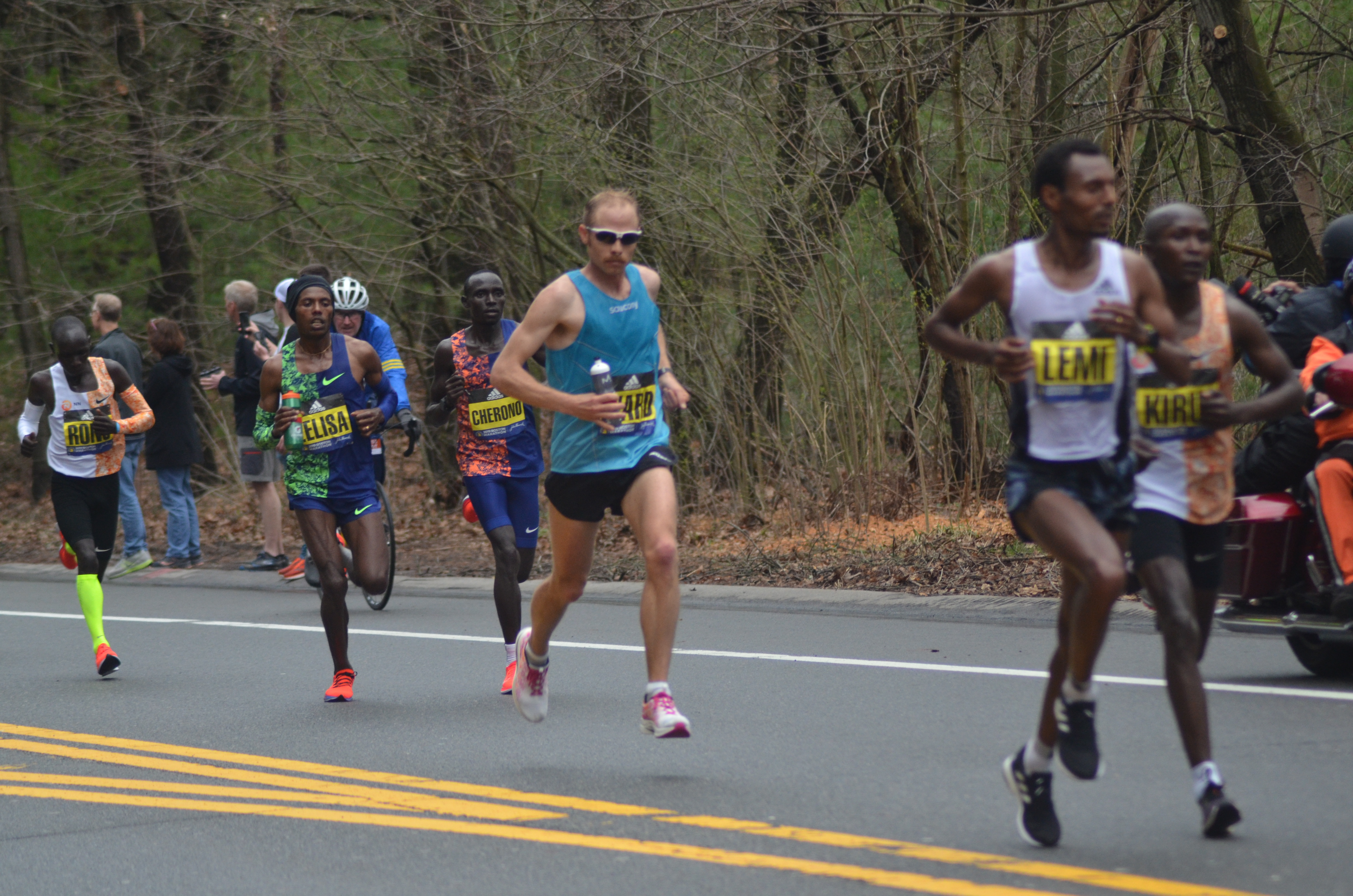
男子组比赛中间段的领先运动员们

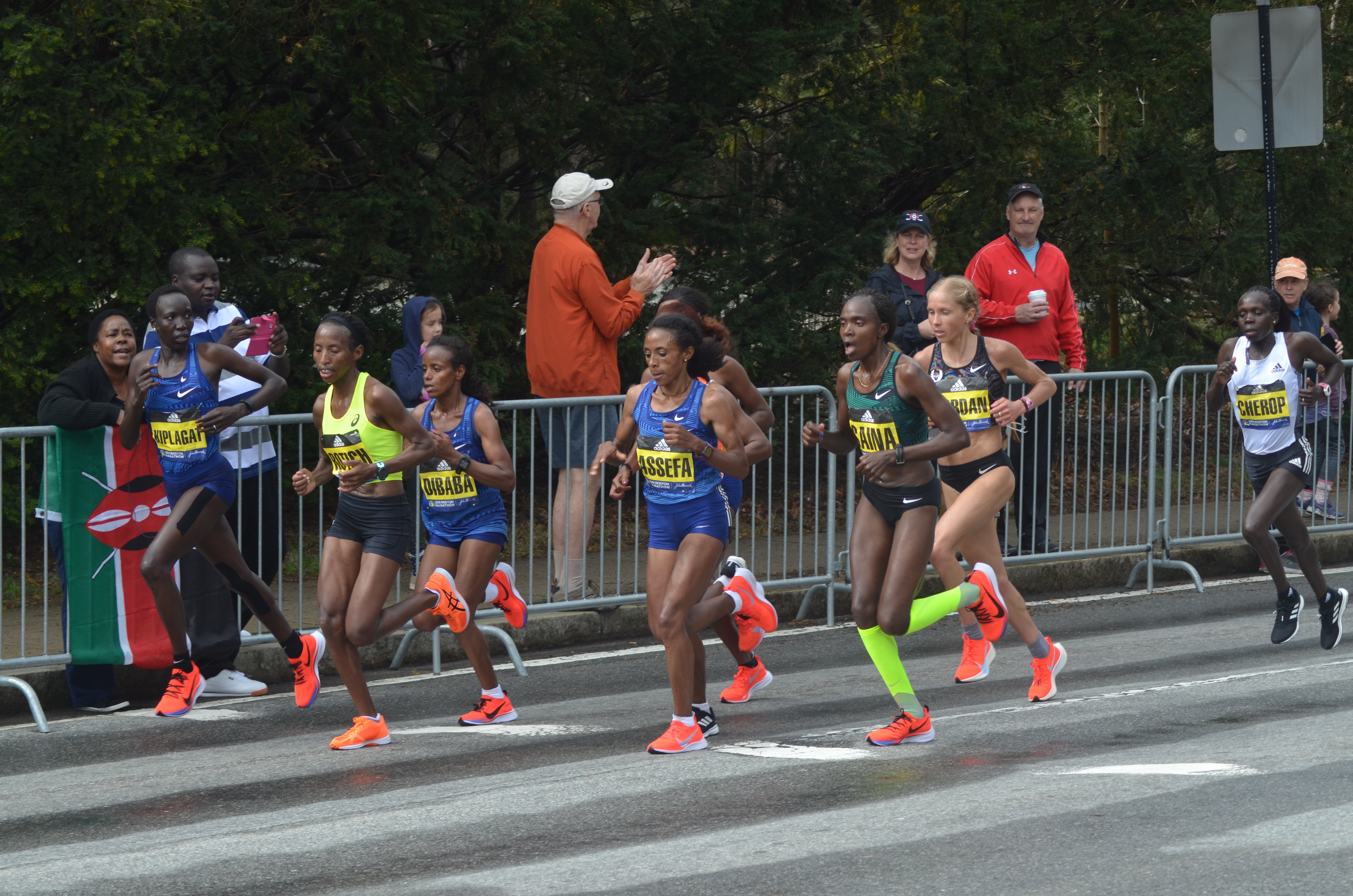
女子组比赛中间段的领先运动员们

该比赛遵循了数十年来的马拉松路线——26英里385码(即42.195 公里)的公路和城市街道上。比赛从霍普金顿出发，经过了6个马萨诸塞州的市镇。终点设于位于科普里广场的波士顿大街的波士顿公共图书馆旁。比赛当日日初有雨和大风，比赛开始时气温大约40华氏度（4摄氏度）。

### 精英男子组比赛
男子组比赛终点在Boylston街。 起初，两届冠军（2013年和2015年）德莉萨·德西萨比劳伦斯·切罗诺略占优势，克尼斯·科普科莫里紧随其后 但切罗诺逐渐靠近，然后在比赛最后，运动员们开始冲刺，几人几乎比肩。 在最后几步时，C切罗诺获得先手优势，德西萨放弃了追逐，在切罗诺之后走过终点线。 这是自1988年以来，男性运动员越过终点时靠的最近的比赛。

### 精英女子组比赛
洛克尼谢·德基法很快就在比赛中领先，她之前只在YouTube视频中观看过该比赛的赛道。 她没有在进行过训练课程。 在30公里处，她在追逐者身上拉开了近3分钟的领先优势。 其中埃德娜·基普拉加特（Edna Kiplagat）冲下心碎山（Heartbreak Hill），努力追逐德基法，将差距缩小到42秒。

### 男子组轮椅竞速
男子轮椅比赛的赛手包括18名最近的赛事冠军。20岁的Daniel Romanchuk赢得了冠军。自1993年以来，他成为第一位赢得此项赛事的美国人，也是有史以来最年轻的冠军。日本的副岛正纯早早领先，但Romanchuk在16英里处领先并以1小时21分钟36秒获胜，这是美国的纪录。四届冠军瑞士选手Marcel Hug获得第三名。Romanchuk赢得了所有三个美国的马拉松竞赛：纽约和芝加哥最近的马拉松比赛。

### 女子组轮椅竞速
早晨的雨使轮椅比赛变得困难，这使得赛道的前半部分湿滑了。 2017年获胜者，瑞士的ManuelaSchär获得了比赛中的早期领先优势，随后以1小时34分19秒的成绩赢得比赛。 五次冠军塔季扬娜麦克法登在比赛初期紧随其后，撞上一条越过赛道的铁轨，导致她的轮椅翻倒。 尽管在她轮椅倾覆时排名跌至第六位，但她后来继续比赛并重新获得第二名。

### 竞赛结果
竞赛结果通过波士顿环球报和BAA发布。
| 排名 | 运动员姓名       | 国籍     | 完成比赛的时间 |
| ---- | ---------------- | -------- | -------------- |
| 1    | Lawrence Cherono |          | 2:07:57        |
| 2    | 勒利薩·戴西沙    | 衣索比亞 | 2:07:59        |
| 3    | Kenneth Kipkemoi |          | 2:08:07        |
| 4    | Felix Kandie     |          | 2:08:54        |
| 5    | Geoffrey Kirui   |          | 2:08:55        |
| 6    | Philemon Rono    |          | 2:08:57        |
| 7    | Scott Fauble     | 美国     | 2:09:09        |
| 8    | Jared Ward       | 美国     | 2:09:25        |
| 9    | Festus Talam     |          | 2:09:25        |
| 10   | 本森·基普鲁托    |          | 2:09:53        |

| 排名 | 运动员姓名        | 国籍     | 完成比赛的时间 |
| ---- | ----------------- | -------- | -------------- |
| 1    | 沃克內什·德格法   | 衣索比亞 | 2:23:31        |
| 2    | Edna Kiplagat     |          | 2:24:13        |
| 3    | Jordan Hasay      | 美国     | 2:25:20        |
| 4    | Meskerem Assefa   | 衣索比亞 | 2:25:40        |
| 5    | Desiree Linden    | 美国     | 2:27:00        |
| 6    | Caroline Rotich   |          | 2:28:27        |
| 7    | Mary Ngugi        |          | 2:28:33        |
| 8    | Biruktayit Eshetu | 衣索比亞 | 2:29:10        |
| 9    | Lindsay Flanagan  | 美国     | 2:30:07        |
| 10   | Betsy Saina       |          | 2:30:32        |